# Ernste Klänge

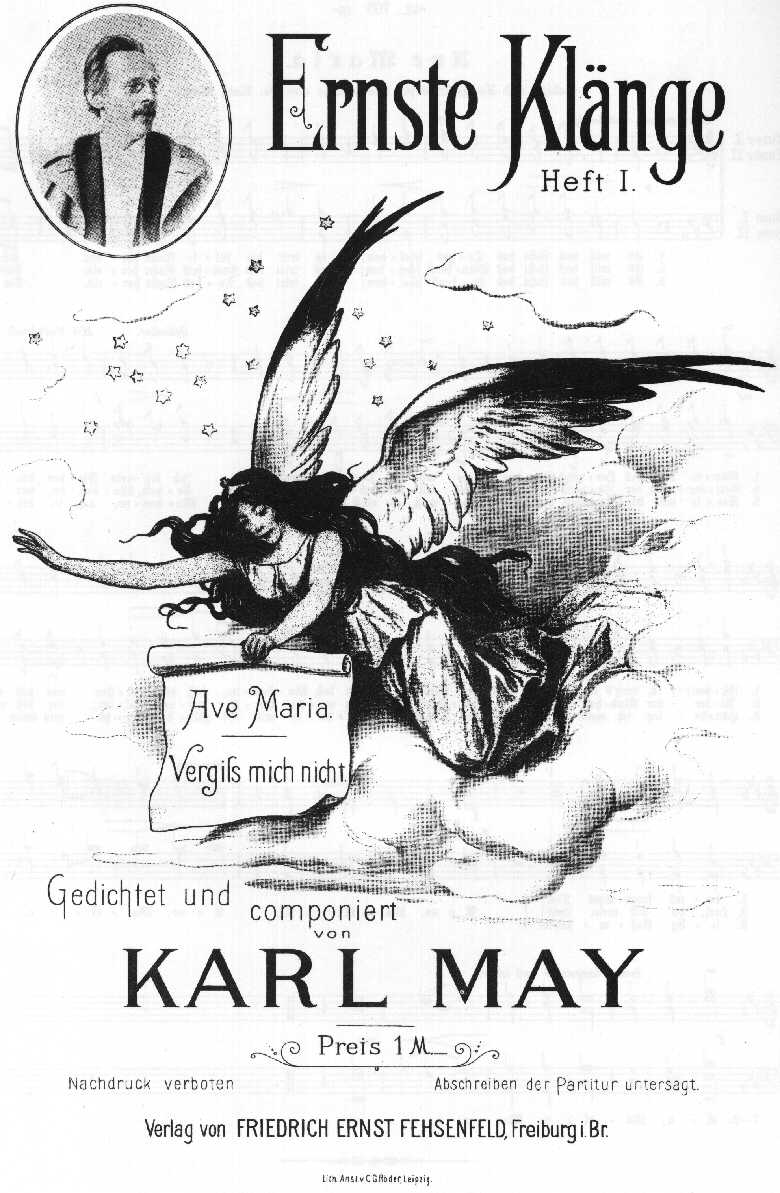
Ernste Klänge. Titelseite 1898

Ernste Klänge Heft I. Gedichtet und componiert von Karl May – unter diesem Titel  erschienen 1898 drei Kompositionen von Karl May im Verlag Friedrich Ernst Fehsenfeld in Freiburg i. Br. Bei der 1903 erschienenen zweiten Auflage wurde der Zusatz Heft I. weggelassen.
Ein Heft II hat May begonnen, aber nicht vollendet.

## Inhalt
In Heft I sind enthalten:
- Ave Maria. Gedicht und Komposition für Männerchor. (Es-Dur)[1]
- Ave Maria. Für gemischten Chor. (B-Dur)[1]
- Vergiss mich nicht. Für gemischten Chor. (D-Dur)

Für Heft II, dessen Manuskript erhalten geblieben ist, waren vorgesehen:
- Nun gehst du hin in Frieden (Tagesscheiden)[2]
- Ich fragte zu den Sternen (Widmung)[3]

In der Ausgabe des Karl-May-Verlags (zwei Auflagen; 1982 und 1989) wurde die Männerchor-Fassung des Ave Maria weggelassen.

## Texte

### Ave Maria
Es will das Licht des Tages scheiden;

es tritt die stille Nacht herein.

Ach könnte doch des Herzens Leiden

so wie der Tag vergangen sein!

Ich leg’ mein Flehen dir zu Füssen,

o trags empor zu Gottes Thron,

und lass, Madonna, lass dich grüssen

mit des Gebetes frommem Ton:

Ave Maria!

Es will das Licht des Glaubens scheiden;

es tritt des Zweifels Nacht herein.

Das Gottvertraun der Jugendzeiten,

es soll mir abgestohlen sein.

Erhalt, Madonna, mir im Alter

der Kindheit frohe Zuversicht;

schütz meine Harfe, meinen Psalter;

du bist mein Heil, du bist mein Licht!

Ave Maria!

Es will das Licht des Lebens scheiden;

es tritt des Todes Nacht herein.

Die Seele will die Schwingen breiten,

es muss, es muss gestorben sein.

Madonna, ach, in deine Hände

leg ich mein letztes heisses Flehn:

Erbitte mir ein gläubig Ende

und dann ein selig Auferstehn!

Ave Maria!
(Quelle:)

### „Vergiss mich nicht!“
Vergiss mich nicht! Ich steh im dunklen Land,

Führ mich zur Klarheit, Herr, an deiner Hand.

Ich sehne mich nach deinem Licht;

vergiss mich nicht, o Herr, vergiss mich nicht!

Vergiss mich nicht! Herr, hör mein Flehen an!

Hinüber schaut mein Aug’ nach Kanaan.

Gieb mir, was dein Prophet verspricht;

vergiss mich nicht, o Herr, vergiss mich nicht!

Vergiss mich nicht! Es winkt mir Zion schon.

Ich seh den Himmelsglanz um deinen Thron.

Wenn drob mein Aug’ im Tode bricht,

vergiss mich nicht, o Herr, vergiss mich nicht!
(Quelle:)

## Musik
Die Kompositionen sind vierstimmige, homophone Sätze in frühromantischer Harmonik. Sie sind mit detaillierten Vortragsbezeichnungen wie „sehr langsam und innig“ – „schneller“ – „mit Nachdruck“ – „sehr zart“ – „choralmäßig langsam, mit Innigkeit“ versehen.

## Aufnahmen / Tonträger
- "Ave Maria" und "Vergiss mich nicht". Gächinger Kantorei Stuttgart, Dirigent Helmuth Rilling. CBS Schallplatte (7″-Single 45 rpm) von 1979[7]
- "Karl Mays Kompositionen". Collegium Canticum Dresden, Leitung: Klaus Holzweißig, Andreas Weber (Orgel). Motette-Ursina CD 50741[8][9]
- Dresdner Kreuzchor interpretiert Karl May. Karl-May-Museum, CD 1992[10]
- Ernste Klänge: Ave Maria / Vergiss mich nicht: Zwei Lieder für gemischten Chor von Karl May. Thomaskantorei Hellbrook, Kirchenchor Lohbrügge, Hartmut Kühne (Leitung), Teldec Schallplatte, O.J., ca. 1972.[11]

### Aufnahmen
Die Thomaskantorei Hellbrook (Leitung: Hartmut Kühne) sang 1972:
- Ave Maria (mp3)
- Vergiß mich nicht (mp3)
- "Ave Maria" von Karl May (Fassung für gemischten Chor) auf YouTube, Dresdner Kreuzchor
- "Ave Maria" von Karl May (Fassung für Männerchor) auf YouTube